# Conflit sino-soviétique (1929)
Ne doit pas être confondu avec Conflit frontalier sino-russe ou Conflit frontalier sino-soviétique de 1969.
Le conflit sino-soviétique de 1929 (en chinois : 1929年 中東路事件; en russe : Конфликт на Китайско-Восточной железной дороге) est un conflit armé mineur entre l'Union soviétique et le seigneur de guerre Zhang Xueliang, qui dirigeait la clique du Fengtian et dominait la république de Chine. Le conflit porte sur le contrôle du chemin de fer de l’Est chinois (également appelé CER).
Lorsque les Chinois s'emparent du chemin de fer de l’Est chinois en 1929, une rapide intervention militaire de l'Armée rouge met rapidement fin à la crise et force les Chinois à accepter le rétablissement de l'administration conjointe soviéto-chinoise du chemin de fer.

## Contexte et casus belli

### Une gestion du chemin de fer complexe
Le 25 juillet 1919, le commissaire adjoint des affaires étrangères de la Russie, Lev Karakhan, avait transmis un manifeste au gouvernement chinois promettant, entre autres, de restituer le CER gracieusement à la Chine. Le 26 août 1919, le manifeste de Karakhan fut publié par la presse soviétique mais ne mentionnait plus le caractère gracieux de la restitution. L'objet des compensations fut dès lors le point d'achoppement des négociations entre les deux gouvernements, chacun se basant sur l'une ou l'autre version du manifeste selon leurs intérêts. Les Chinois s'appuyaient, outre le télégramme originel que Karakhan leur avait envoyé, sur un article du journal Vilenski, qui, lui aussi, attestait que l'URSS était prête au départ à une cession gracieuse. Il est en réalité établi que le manifeste était un document officiel juridiquement valable alors que les articles de presses soviétiques servirent surtout à des buts de propagande interne à l'Union soviétique.
Les discussions finirent par aboutir à un premier protocole secret fut signé le 14 mars 1924 suivit par le traité sino-soviétique du 31 mai et enfin d'un accord secret du 20 septembre de la même année. Tout d'abord, le protocole secret annulait tous les anciennes conventions, traités, protocoles, contrats et tout autre document liant les deux gouvernements jusqu'à ce qu'une conférence puisse se réunir. De fait, les relations frontalières et commerciales étaient suspendues à la réunion de la future conférence. Cela donna le temps aux Soviétiques pour se tourner vers le seigneur de la guerre Zhang Xueliang, maître de la clique du Fengtian, en Mandchourie. Zhang Xueliang était le seigneur de guerre le plus puissant de la Chine et contrôlait des territoires où passait le CER. Il était donc incontournable. Lorsque Moscou proposa au gouvernement de Beiyang, une gestion conjointe du CER, Zhang Xueliang s'y opposa car il était de fait écarté d'un axe commercial majeur pour sa clique. C'est pourquoi Moscou décida de traiter directement avec lui au lieu de passer par le faible gouvernement de Pékin de l'époque.
Le 31 mai 1924, Lev Karakhan et Vi Kyuin Wellington Koo, ministre des affaires étrangères de la République de Chine, signèrent donc le traité sino-soviétique. Ce traité posait les jalons d'une gestion collégiale du CER et garantissait qu'aucune partie ne bloquerait ou ne gênerait les activités et le trafic du chemin de fer. Une fois le traité signé avec le gouvernement Beiyang, Moscou s'empressa de conclure un autre accord avec Zhang Xueliang, en lui promettant le plein contrôle sur la nomination des fonctionnaires chinois devant siéger au conseil du chemin de fer. Dans les faits, la clique de Fengtian obtenait la réalité du demi-contrôle du CER et non le gouvernement central de Pékin. Le 20 septembre 1924, Zhang Xueliang signa l'accord secret en ignorant l'existence du protocole secret conclu précédemment. Finalement, cela créa tant de désaccords et de disputes entre la clique du Fengtian et le gouvernement de Beiyang que Moscou conserva le contrôle total du CER en arguant que tant que les Chinois ne se mettaient pas d'accord entre eux, le trafic du chemin de fer risquait d'être interrompu.
Ainsi, en jouant sur les rivalités de pouvoirs chinois, le gouvernement soviétique avait largement divisé pour mieux asseoir ses intérêts économiques dans la région de Mandchourie. Dans les faits, Moscou contrôlait environ 67 % de tous les postes de la compagnie.
Enfin, Moscou ne cessait de diffuser de la propagande communiste en Mandchourie par le biais de ses consulats en Chine. Or, depuis 1927, le Kuomintang était aux prises d'une guerre civile contre les communistes chinois, et les relations avec l'URSS s'étaient grandement dégradés.

### 1929: La rupture dustatu quo

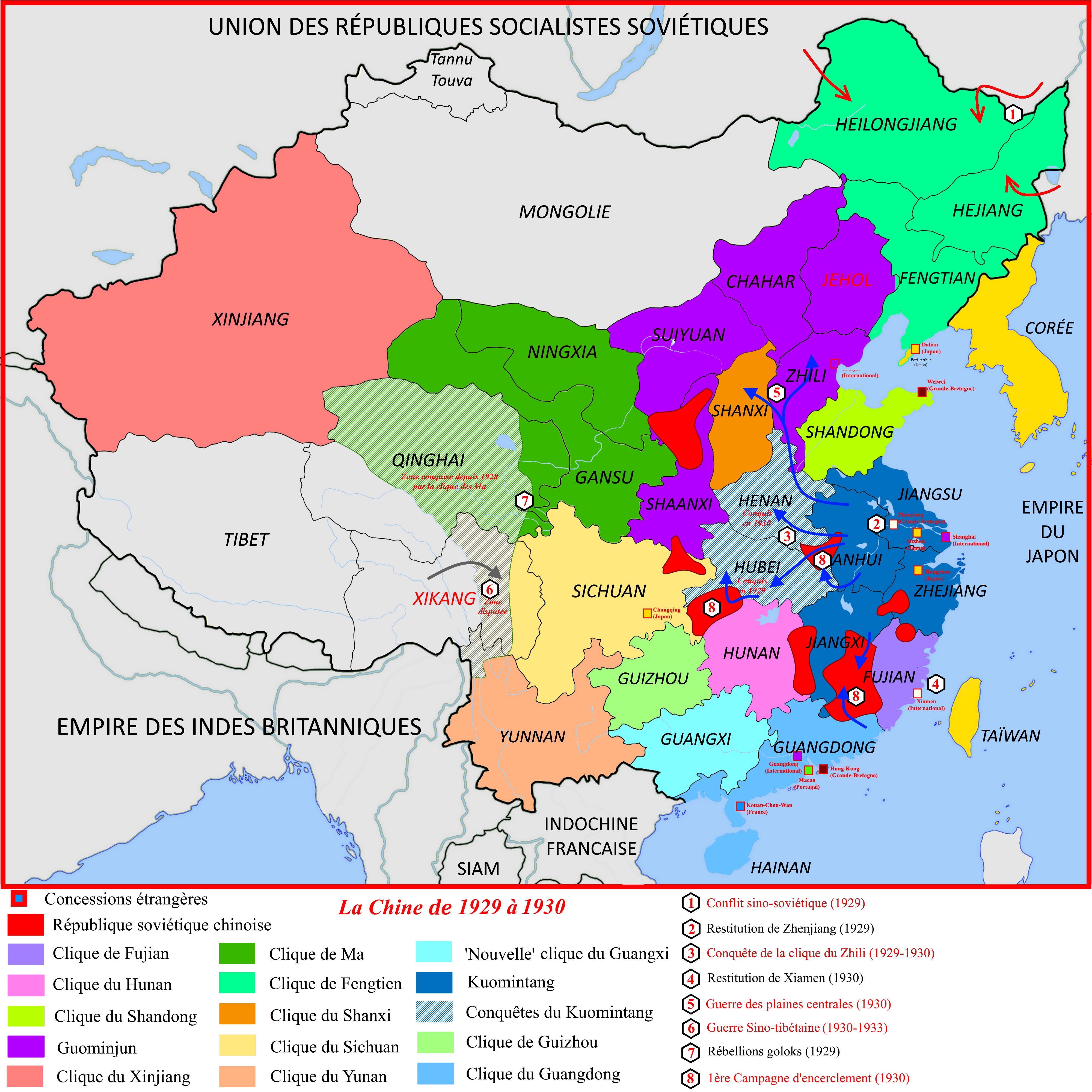
Carte de la Chine en 1929.

Les Chinois, tant qu'ils étaient divisés par les seigneurs de la guerre en Chine, ne pouvaient pas faire grand chose, mais les choses changèrent à partir de 1929. En effet, c'était une année toute particulière pour l'histoire de la Chine. En effet, depuis la révolution chinoise de 1911, le pays avait sombré dans une anarchie dominée par de multiples seigneurs de guerre regroupés en puissantes cliques provinciales, qui ne cessaient de se battre pour le contrôle du gouvernement central de Beiyang. Mais depuis le succès de l'expédition du Nord du Kuomintang, le pays était en passe de s'unifier sous un parti nationaliste. La puissante clique du Fengtian, dont la base était la Mandchourie, dominait le pays depuis 1924 mais avait été affaiblie par la guerre Anti-Fengtian et surtout par l'Expédition du Nord. Elle avait surtout perdu le soutien financier de l'empire du Japon depuis l'assassinat par les Japonais du père de Zhang Xueliang, Zhang Zuolin, au cours de l'incident de Huanggutun. En somme, en 1929, la Chine était portée par un élan unificateur, qui lui fit croire qu'elle pourrait désormais abolir un à un les traités inégaux. Plusieurs concessions étrangères avaient été ainsi peu à peu réintégrées à la Chine comme celles de Qingdao (1924), Jiujiang et Hankou (1927) et Zhenjiang (1929). De même, de nombreuses concessions ferrées avaient été accordées par la Chine dont celle du CER.

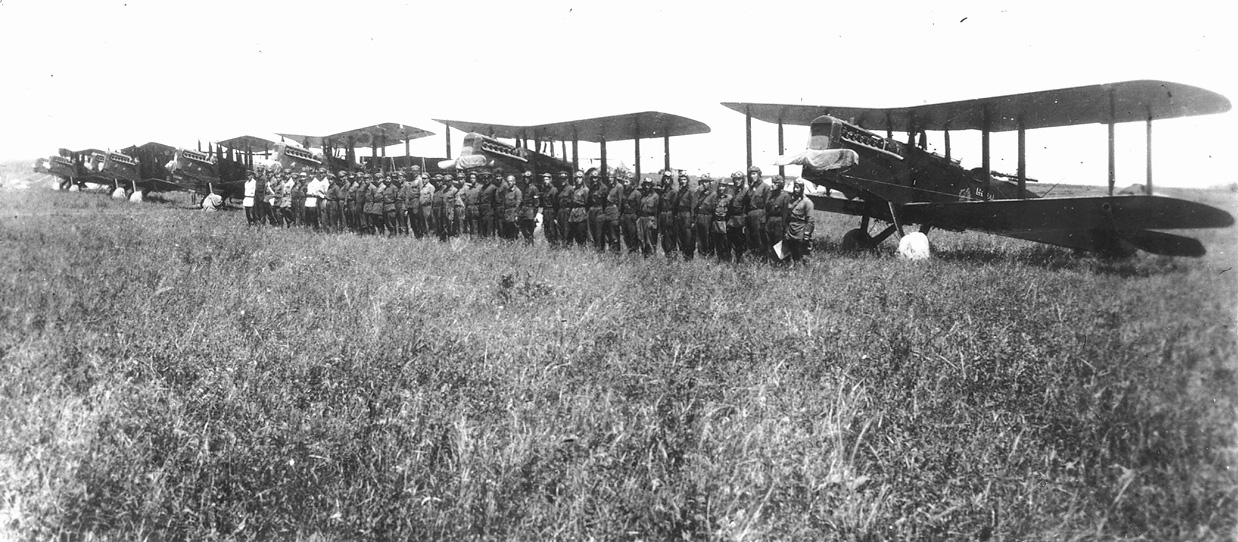
Avions soviétiques dérivés du Airco DH.9 utilisés durant la campagne de Mandchourie.

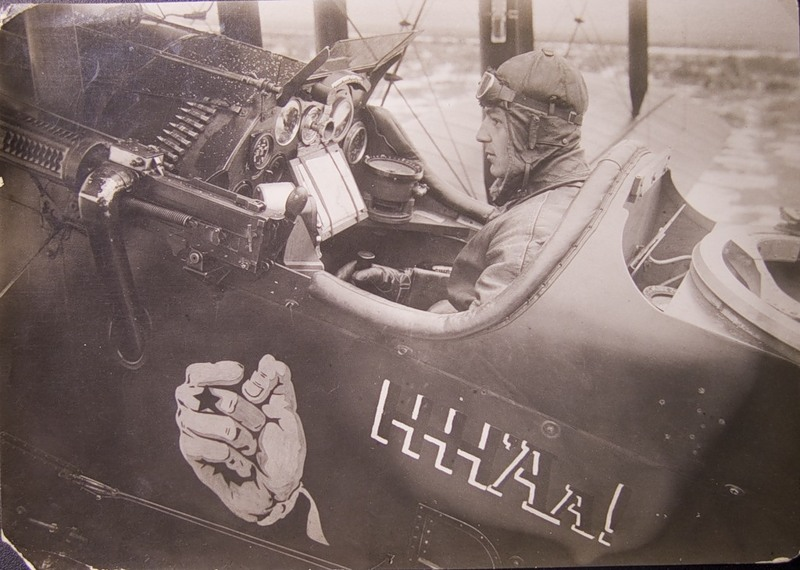
Pilote soviétique durant le conflit.

Dès lors, les autorités chinoises adoptèrent une politique plus radicale afin de reprendre la gestion de la compagnie aux Soviétiques. Elles poussèrent à des manifestations, qui prirent d'assaut le consulat soviétique à Harbin. Les Chinois arrêtèrent le directeur général du CER, son adjoint, d'autres citoyens soviétiques et les révoquèrent. Moscou répliqua en arrêtant des citoyens chinois à l'intérieur de l'URSS. Le 13 juillet 1929, les Soviétiques envoyèrent une protestation formelle à la Chine sur leurs mesures de retentions concernant le CER. Sans réponse, le 19 juillet, l'URSS cessa toute relation diplomatique avec la Chine, expulsa tous les diplomates chinois et suspendit la ligne ferroviaire. Le 20 juillet, les Soviétiques transférèrent les fonds financiers de la compagnie à New York et firent des manœuvres navales et aériennes d'intimidation sur les villes de Suifenhe et Lahususa (l'actuelle Tongjiang) en pointant les canons des navires vers les centres-villes et en faisant survoler les villes chinoises par des avions soviétiques. Le 6 août, l'Union soviétique créa l'Armée d'Extrême-Orient et se prépara à la guerre.

## Forces en présence

### Chine
Les forces chinoises étaient les plus nombreuses :
- Armée du Nord-Est de Mudken, dirigée par le maréchal Zhang Xueliang comprenant environ 300 000 hommes. S'y ajoutent :
  - des forces irrégulières de russes blancs : 70 000 hommes environ mais qui finalement, malgré quelques incursions en URSS, ne participeront pas au conflit.
  - une force navale : flottille de Sungari : 11 navires

L'armée chinoise a adopté le dispositif de défense suivant :
- Sur la ligne du Trans-Baïkal, concentrée autour de l'axe Mandchourie-Hailar-Qiqihar : une force de 54 000 hommes, disposant de 107 mitraillettes, 70 fusils, 100 mortiers et 3 avions
- Près de Blagovechtchensk : une garnison de 5 000 hommes
- Autour du fleuve Sungari : 5 500 hommes disposant de 26 mitrailleuses, 20 canons et 16 mortiers
- Sur les zones côtières : 63 000 soldats bien entraînés, disposant de 200 mitrailleuses, 120 canons d'artillerie, 110 mortiers.

### URSS
L'armée soviétique comprenait une force bien entraînée et bien armée, disposant d'avions et de chars en quantité suffisante. Elle se répartit comme suit :
- Armée Rouge d'Extrême-Orient (Особая Дальневосточная Aрмия), créée le 7 août 1929, dirigée par Vassili Blücher comprenant 18 500 soldats, dont :
  - Le groupe de Transbaïkalie (18e Corps d'Infanterie)
  - Le groupe de Primorié (19e Corps d'Infanterie)
  - La Flottille navale de l'Amour : 14 navires

Elle dispose de 10 chars légers T-18, une vingtaine d'avions notamment des Polikarpov R-1 du 19e groupe d'aviation des Forces aériennes soviétiques.

## Conflit

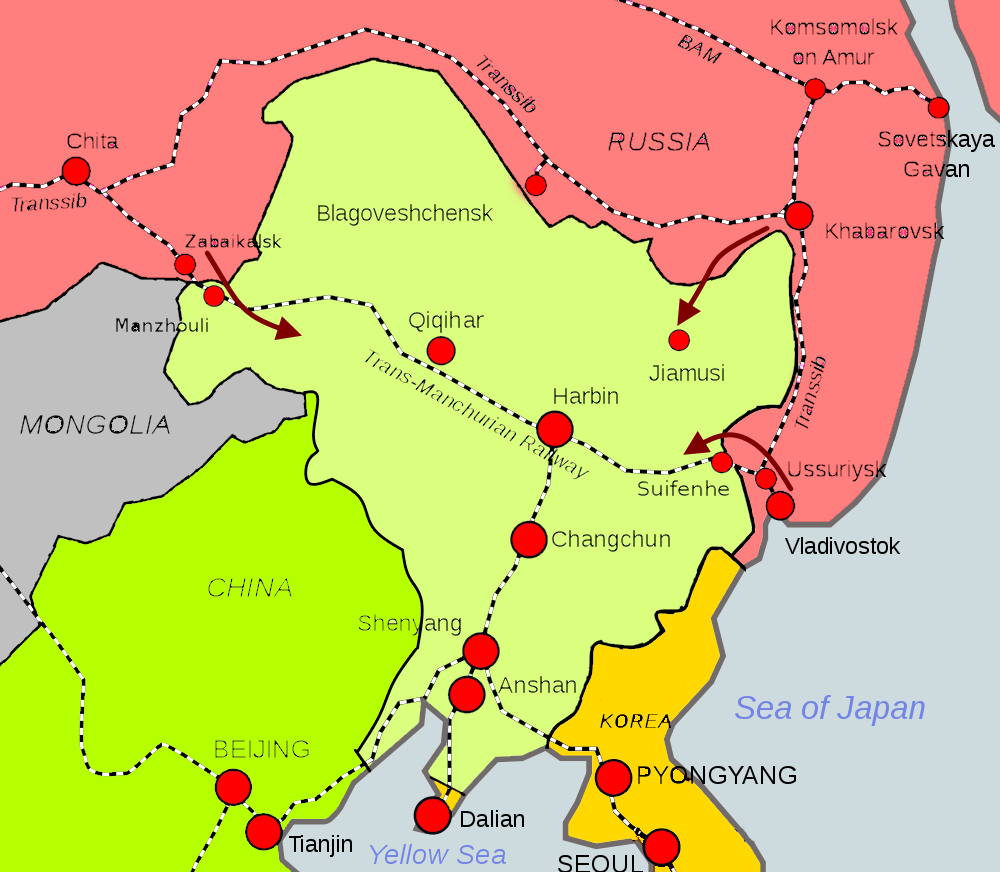
Plan de l'offensive soviétique en Mandchourie.

De petites escarmouches avaient éclaté dès le début de juillet et préfiguraient la grande action militaire soviétique, qui eut lieu le 17 août 1929 et qui date l'ouverture du conflit. En effet, les Soviétiques attaquèrent Chalainor mais la garnison chinoise, connaissant parfaitement le terrain, se replia dans un retranchement protégé par des mitrailleuses. En tentant de les poursuivre, les Soviétiques ne s'aperçurent pas qu'ils entraient dans une nasse étroite et se firent étriller. Ils comptèrent de lourdes pertes ce jour-là.
Le 9 septembre, l'aviation soviétique bombarda et détruisit la gare de Suifenhe et déploya une intense activité au cours des semaines suivantes dans des missions de bombardements stratégiques dans la province d'Heilongjiang.
Échaudée, l'armée soviétique planifia soigneusement ses offensives suivantes et attendit le mois d'octobre pour envoyer une escadre navale pour remonter le fleuve Amour et Songhua et capturer le Lahasusu (Tongjiang). Cette manœuvre força les Chinois à se replier vers Fujin, et ils massacrèrent tous les civils rencontrés et pillèrent les maisons et les magasins. Les Soviétiques proclamèrent qu'ils ne feraient aucun mal à la population civile afin d'encourager les Mandchous à se battre à leurs côtés contre l'armée chinoise. Toutefois, cela n'empêcha nullement les soldats de l'Armée rouge de piller et voler tout ce qu'ils trouvaient à leur tour mais en laissant les civils sains et saufs.
Le 17 novembre, une puissante armée soviétique forte de dix divisions se lança en Mandchourie en deux étapes. La première visait à attaquer et contrôler toute la région de Chalainor. Après la prise de la région, les troupes soviétiques purent assiéger Manzhouli. Lorsqu'ils arrivèrent aux abords de la ville, les troupes chinoises n'étaient pas sur pied de guerre. Selon les rapports soviétiques, les Chinois pillaient des maisons et des magasins et volaient des vêtements civils pour tenter de s'échapper en se camouflant.
La débâcle chinoise fut totale. La ligne ferroviaire reliant Tsagan à Chalainor fut détruite en grande partie, coupant un axe de communication majeur. Surtout, la clique du Fengtian compta plus de deux mille morts. Jusque-là et tout au long du conflit, le gouvernement central de Nankin ne prêta aucune attention aux évènements de Mandchourie en arguant que ce n'était qu'une question régionale. Toutefois, au vu de la défaite infligée à la clique du Fengtian et de l'importance de l'attaque soviétique, le gouvernement de Nankin décida d'ouvrir, dès le 26 novembre, des négociations de paix. Le 13 décembre fut signé le protocole Khabarovsk, qui restaurait le statu quo ante de 1924 sur la base du traité sino-soviétique.

## Conséquences

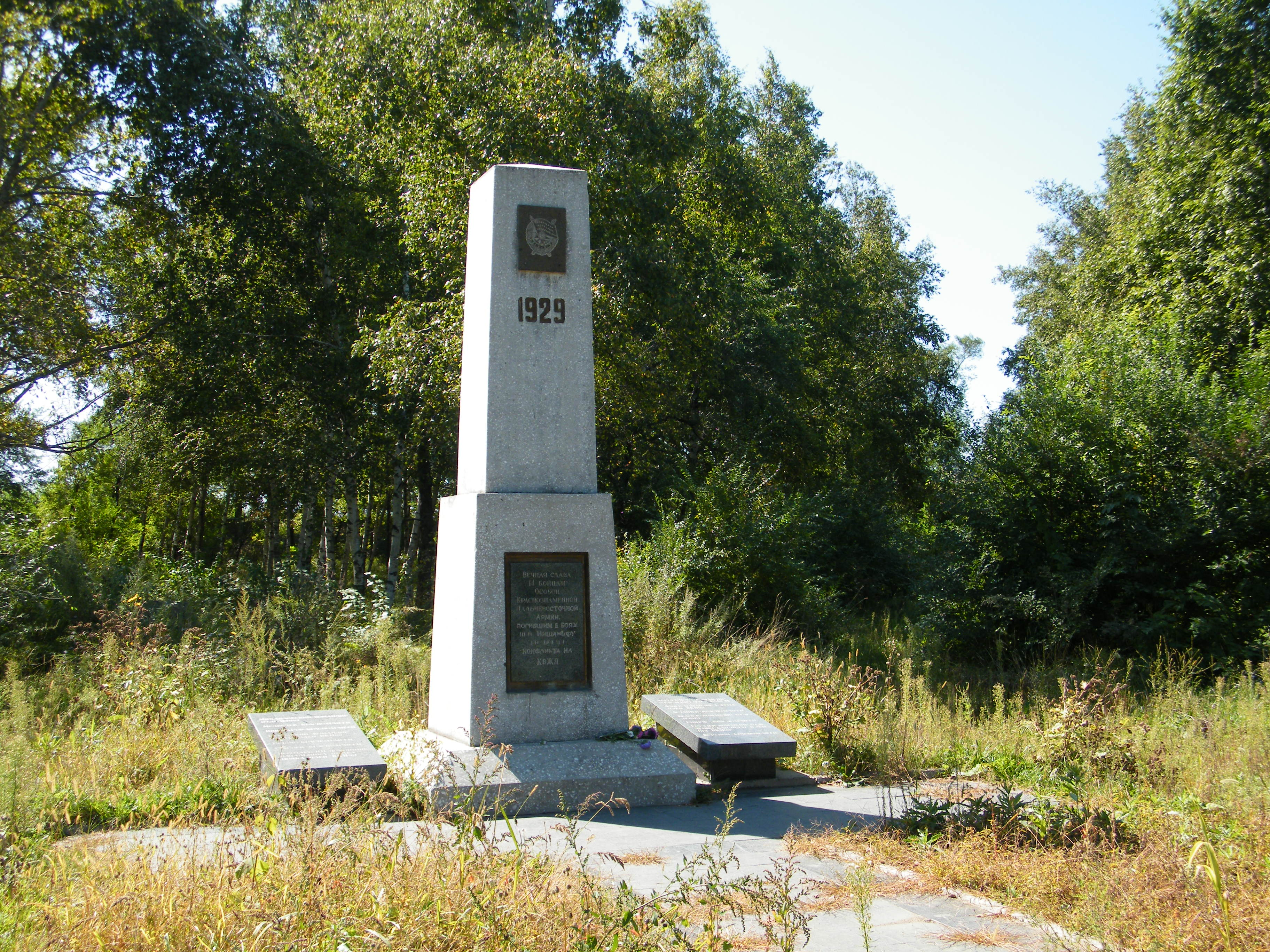
Mémorial des soldats de l’Armée rouge morts sur le kvzhd, Oussouriïsk.

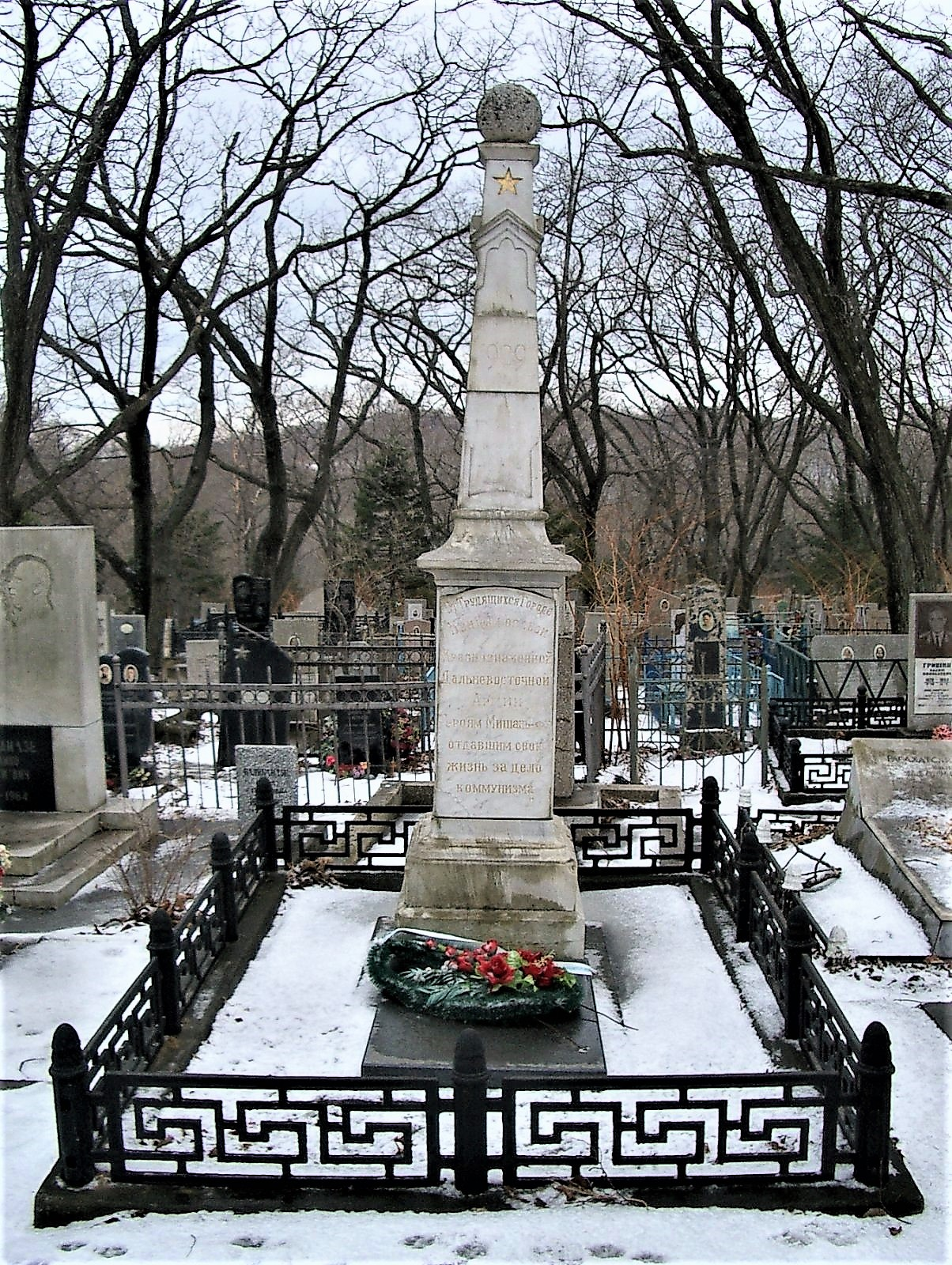
Mémorial de la guerre de 1929 de Vladivostok.

La défaite de la Chine a étonné les grandes puissances de voir l'Union soviétique retrouver une puissance militaire que tous pensaient obsolète depuis la révolution russe. Au cours du conflit, les Soviétiques ont largement employé la propagande radio et les tracts pour répandre l'idéologie communiste et pour tromper l'armée chinoise sur les cibles visées : « Ses forces militaires combinées ont soigneusement mesuré l'utilisation de la profondeur et de la variété, coordonné à la manière d'un plan d'action rapide pour atteindre un objectif précis et lancer une offensive annihilant les forces ennemies ». Le conflit a redonné un certain prestige militaire à l'Armée rouge. La victoire soviétique a également été fêtée par les pays occidentaux (États-Unis, la France et le Royaume-Uni), qui à l'époque avaient aussi de nombreuses compagnies ferrées sous concession en Chine. Cette guerre a montré à l'occident comment les Soviétiques pouvaient concilier à la fois la diplomatie et la force militaire pour atteindre leur but. Toutefois, d'autres voix occidentales qui étaient préoccupées, se sont fait entendre. Les pays occidentaux ont été effrayés que l'Union soviétique puisse un jour être en mesure de battre une nation occidentale à son propre jeu.
Le traité de paix a mis fin à la clique du Fengtian, trop affaiblie depuis la guerre Anti-Fengtian et par l'Expédition du Nord. La clique a du se soumettre à l'unification formelle de la Chine sous la direction du Kuomintang, mais la Mandchourie était désormais sans pouvoir établi, ce qui laissait la porte ouverte aux Japonais pour prendre le contrôle de la région. Après avoir observé avec quelle facilité les forces soviétiques avaient vaincu les Chinois, les Japonais vont reprendre une technique similaire durant leur invasion de la Mandchourie en 1931. À cause de la guerre de 1929, les Japonais ne pousseront pas trop leur offensive vers le nord de la Mandchourie, et les mandchous montreront peu d'ardeur à combattre.
Le chemin de fer est finalement vendu par l'URSS lors d'un accord le 23 mars 1935 avec le Mandchoukouo, pays créé par le Japon en 1932, pour 150 millions de yens.